# 日本ティーエムアイ
日本ティーエムアイは、廃農薬無害化処理・有害物質汚染土壌浄化などの事業を行う長野県の企業。

## 沿革
- 1976年2月 - 加納千之（前代表取締役）、リーク測定器の輸入販売およびサービスを創業。
- 1978年8月 - 法人設立。
- 1983年5月 - ビデオテープの自動ダビング機を開発、製造販売を開始。
- 1987年4月 - ビデオテープ自動貸出機の開発、製造販売を開始。
- 1990年7月 - 図書館、ケーブルテレビ向けビデオプログラム自動送出システムを開発し、製造販売を開始。
- 1993年4月 - 無人店舗向け会員カード発行機を開発し、製造販売開始。
- 1996年11月 - 直営のレンタルビデオ店を東京、千葉などへ開設（以降、計7店舗開設）。
- 2000年5月 - ソフトバンク、丸紅、ゲオ等への第三者割当増資。資本金386,258千円（他資本準備金264,803千円）。
- 2001年1月 - 経営破綻、民事再生法の適用を申請。
- 2001年11月 - 民事再生計画認可。各営業所を廃止、各支店を縮小し、従業員を67名から18名に減少。
- 2004年11月 - 再生手続終結。
- 2010年9月15日 - グリーンシート銘柄指定、株式公開。幹事証券はキャタリスト証券。
- 2011年9月1日 - 日本証券業協会グリーンシート銘柄の指定取り消し。
- 2012年1月18日 - 同社株式の売買をめぐって金融商品取引法違反の疑いで加納前代表取締役らを逮捕。